# Антипартизанська війна

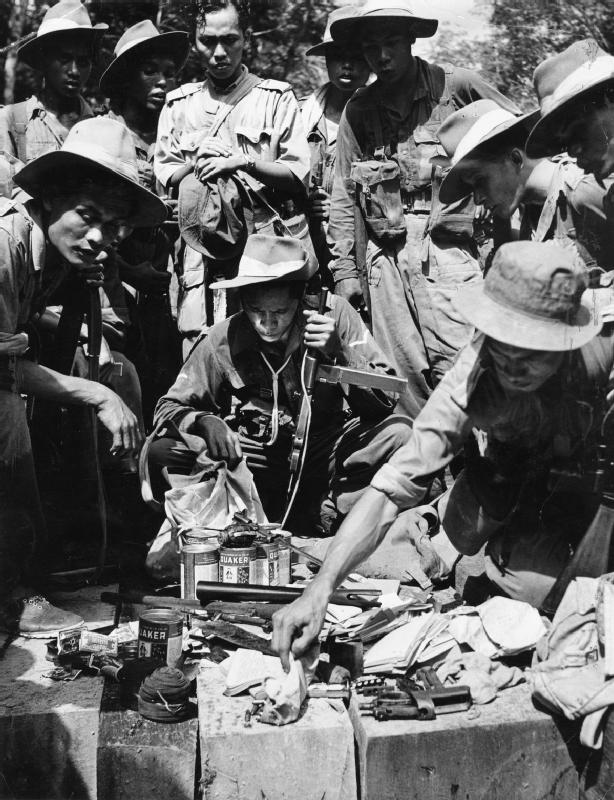
Оперативники Малайського полку антипартизанського руху за часів війни в Малайї перевіряють зброю, майно та документи, захоплені під час рейду проти місцевих комуністичних повстанців. 1949

Антипартизанська війна або Антиповстанська тактика — різновид війни, форма озброєної боротьби та широкий комплекс інших заходів, не пов'язаний з безпосереднім веденням бойових дій, які вживаються державою, її збройними силами, спеціальними службами та правоохоронним органами у боротьбі з партизанським, повстанським та іншим рухом опору, спрямований передусім на ліквідацію (нейтралізацію) основ спротиву.

## Визначення, зміст
Антипартизанська війна — багатогранний комплекс військових та громадських заходів, який вживається з метою знищення або обмеження партизанського руху та зліквідування його першоджерел. Способи ведення антипартизанської війни залежать від об'єктивних та суб'єктивних умов, у яких почала розвиватися та триває партизанська війна, й визначають зміст усіх форм боротьби, зокрема, військових дій, котрі використовуються у ході антипартизанської війни.
Основною формою протидії повстанської (партизанської) тактики є антиповстанські дії, які включають повний спектр заходів, використовуваних урядом для захисту свого суспільства від підривної діяльності, хаосу, беззаконня й повстанської активності протиборчої сторони. Це дії, вживаються нацією для забезпечення свого зростання шляхом створення життєздатних інститутів (політичних, військових, економічних і соціальних), які відповідають потребам мирного населення. Антиповстанські дії зазвичай проводиться в комбінації звичайних методів проведення військових операцій з іншими заходами, такими як пропаганда, інформаційні та психологічні операції, спеціальні силові операції з ліквідації (вбивства) одіозних керівників руху опору, тощо. Антиповстанські операції включають у себе безліч різних аспектів: військових і паравійськових, політичних, економічних, психологічних дії та громадські акції, які застосовуються, щоб перемогти повстанців.
На відміну від регулярної, конвенційної, тобто звичайної війни, невійськові методи та дії частіше за все є найефективнішими та дієвішими передумовами перемоги в антипартизанській війні, а військові заходи грають сприятливу або допоміжну роль. Розуміння природи антипартизанської війни є надзвичайно складним завданням, яке вимагає від керівництва, що веде цю форму озброєної боротьби, високого рівня професіоналізму, детальних знань у багатьох суміжних дисциплінах, високих лідерських якостей, гнучкості та адаптивності до обстановки та ситуації.
Стратегія боротьби з повстанцями мусить бути насамперед зосереджена на роботі з населенням, а ні на прагненні подолати ворога у битві, та пошуках шляхів зміцнення легітимності урядових структур та нівелюванні впливу діяльності руху опору. Зазвичай це досягається шляхом утворення умов для проведення політичних змін або реформ у зоні ведення антиповстанських дій, що повинні поліпшити якість управління та сприяти у вирішенні нагальних проблем, більшість з яких є гострими й справедливими з точки зору мирного населення. Тому, успіх проведення заходів антипартизанської боротьби, насамперед, залежатимете від готовності чинного уряду впроваджувати ці політичні зміни та реформи. Ніякий ентузіазм, ніякі ноу-хау третьої сторони, радників та інструкторів не зможе повністю компенсувати відсутність волі, недієздатність або контрпродуктивну поведінку з боку офіційної влади.

5 основних функціональних компонентів антипартизанської війни (політична, економічна, безпекова та інформаційна функції й контроль). Схема з доповіді військового теоретика та експерта в галузі антипартизанських війни, на конференції з проблем боротьби з повстанським рухом.
Вашингтон. США. Вересень 2006

Модель ведення антипартизанської війни включає п'ять основних функціональних компонентів:
- Політична функція є ключовим стрижнем, на фундаменті якого закладається основа для політичного примирення протиборчих сторін і реформи управління, навколо яких зосереджені всі інші види діяльності антипартизанської активності. В загальному сенсу, стратегія боротьби з рухом опору настільки добра, наскільки добре спланована політична складова дій.
- Економічна функція прагне забезпечити основні послуги економічної системи й стимулювати довгострокове економічне зростання країни, тим самим утворюючи впевненість у правильній урядовій політиці, та одночасно знижуючи коло незадоволених, розчарованих, безробітних молодих чоловіків і жінок, з числа яких повстанці вербують прибічників.
- Безпекова функція є сприяючим для інших функцій і має на увазі розвиток не тільки силових інституцій постраждалої країни, збройних сил зокрема, а й усього сектору безпеки, в тому числі зміцнення відповідних правових рамок, наглядових механізмів цивільного контролю та судової системи.
- Інформаційна функція включає інформаційну розвідку (вимагається, щоб отримати дані для порозуміння процесів, що відбуваються) та інформаційний вплив (для сприяння справі постраждалого уряду). На відміну від стабілізаційних та гуманітарних операцій, інформаційна функція знаходитиметься у гострій конфронтації з власною інформаційною функцією повстанців.

Усі основоположні чотири функції сприяють спільній меті уряду постраждалої країни у встановленні контролю, який консолідується та в міру досягнення позитивних зрушень згодом переходить від зовнішньої сили, котра втрутилася у конфлікт до національних сил безпеки, а потім від військових до цивільних інститутів влади.